# Charlotte Mandell
Charlotte Mandell, née à Hartford, Connecticut en 1968 est une traductrice littéraire américaine. Elle a traduit de nombreuses œuvres de poésie, fiction et philosophie du français à l'anglais, dont des romans de Honoré de Balzac, Gustave Flaubert, Jules Verne, Guy de Maupassant, Marcel Proust, Maurice Blanchot, Antoine de Baecque, Abdelwahab Meddeb, Bernard-Henri Lévy, Jean-Luc Nancy et Jonathan Littell.
Elle a été formée au Boston Latin High School, à l'Université Sorbonne Nouvelle - Paris 3 et au Bard College où elle a étudié la littérature française et l'analyse de film. Elle est mariée au poète Robert Kelly.

## Traductions
- Maurice Blanchot, The Work of Fire. Palo Alto: Stanford University Press, 1995.
- Antoine de Baecque, The Body Politic: Corporeal Metaphor in Revolutionary France, 1770-1800. Palo Alto: Stanford University Press, 1997.
- Maurice Blanchot, Faux Pas. Palo Alto: Stanford University Press, 2001.[6]
- Antoine de Baecque, Glory and Terror: Seven Deaths under the French Revolution. New York: Routledge, 2001.
- Maurice Blanchot, The Book to Come. Palo Alto: Stanford University Press, 2003.
- Jean Genet, Fragments of the Artwork. Palo Alto: Stanford University Press, 2003.
- Abdelwahab Meddeb, The Malady of Islam. Co-translated (as Ann Reid) with Pierre Joris. New York: Basic Books, 2003.
- Bernard-Henri Lévy, War, Evil, and the End of History. New York: Melville House, 2004.
- Jacques Rancière, The Flesh of Words. Palo Alto: Stanford University Press, 2004.
- Gustave Flaubert, A Simple Heart. New York: Melville House, 2004.
- Jean Daniel, The Jewish Prison. New York: Melville House, 2005.
- Sima Vaisman, A Jewish Doctor in Auschwitz. New York: Melville House, 2005.
- Guy de Maupassant, The Horla. New York: Melville House, 2005.
- Justine Lévy, Nothing Serious. New York: Melville House, 2005.
- Bernard-Henri Lévy, American Vertigo: Traveling America in the Footsteps of Tocqueville. New York: Random House, 2006.
- Jean-Luc Nancy, Listening. New York: Fordham University Press, 2007.
- Maurice Blanchot, A Voice from Elsewhere. Albany: State University of New York Press, 2007.
- Benoît Duteurtre, The Little Girl and the Cigarette. New York: Melville House, 2007.
- Pierre Bayard,Sherlock Holmes Was Wrong: Reopening the Case of the Hound of the Baskervilles. New York: Bloomsbury, 2008.
- Jean Paulhan, On Poetry and Politics (co-translated with Jennifer Bajorek and Eric Trudel). Champaign: University of Illinois Press, 2008.
- Marcel Proust, The Lemoine Affair. New York: Melville House, 2008.
- Peter Szendy, Listen: A History of Our Ears. New York: Fordham University Press, 2008.
- Pierre Birnbaum, Geography of Hope. Palo Alto: Stanford University Press, 2008.
- Honoré de Balzac, The Girl with the Golden Eyes. New York: Melville House, 2008.
- Abdelwahab Meddeb, Tombeau of Ibn Arabi and White Traverses, with an afterword by Jean-Luc Nancy. New York: Fordham University Press, 2009.
- Jean-Luc Nancy, The Fall of Sleep. New York: Fordham University Press, 2009.
- Jonathan Littell, The Kindly Ones. New York: HarperCollins, 2009.
- The Dalai Lama, My Spiritual Journey. San Francisco: HarperOne, 2010.
- Mathias Énard, Zone. Rochester: Open Letter Books, 2010.
- Jules Verne, The Castle in Transylvania. New York: Melville House, 2010.
- Jonathan Littell, The Invisible Enemy. Amazon Kindle Singles series, January 2011.
- François Bizot, Facing the Torturer. New York: Knopf, 2012.